# 박삼봉
박삼봉(朴三奉, 1956년 8월 8일 ~ 2015년 1월 22일)은 대전고등법원장과 사법연수원장 등을 역임한 법조인이다.

## 생애
1956년 8월 8일 부산광역시에서 태어나 서울고등학교를 졸업하고 서울대학교 법학과 4학년 재학 중이던 1978년 제20회 사법시험에 합격해 사법연수원 11기를 수료하고 판사에 임용되었다. 
서울민사지법, 서울형사지법, 마산지방법원 진주지원 판사를 지내다가 미국 워싱턴주립대학교 교육파견을 하였으며 이때 수학한 경험을 바탕으로 미국의 주(州) 사법제도에 관한 소개 및 제1심 법관의 업무실태에 관한 연구논문 등 상사와 가사 분야 등에서 다수의 논문을 발표했다.
이후, 법원으로 복귀하여 부산고등법원 판사와 법원행정처 송무심의관, 서울고등법원에서 판사를 하다가 부장판사로 승진하여 부산지방법원 부장판사를 하였으며 사법연수원 교수와 수원지방법원 성남지원장을 역임한 외에는 광주고등법원, 서울고등법원에서 부장판사로서 재판장을 하거나 대법원 선임재판연구관을 하였다. 
법원장으로 승진하여 전주지방법원, 서울북부지방법원, 특허법원, 대전고등법원에서 법원장을 하기도 했으나 평생법관제에 따라 법원장을 거치고도 서울고등법원으로 돌아가서 재판 업무를 하였다.
박삼봉은 직장 내 성희롱을 이유로 해고된 사건에서 "이미 성희롱으로 한 차례 경고를 받은 뒤 또 다시 회식자리에서 노골적인 성적 언행을 한 점을 고려해 원심과 달리 징계해고가 정당하다"고 판결하기도 했다.
2012년 6월 8일 국가보안법위반 사건 재판에서 범민련 간부에게 실형을 선고하자 범민련 편집위원장인 최동진이 재판부에 삿대질을 하며 미합중국과 이명박 정부에 빗대 욕설을 하고 방청객에서도 "국가보안법 철폐"를 계속해서 외치는 사건이 있었다.
대전고등법원장과 사법연수원장을 겸직하며 재직하던 2015년 2월 22일 오전 6시 35분 대모산을 등산하고 귀가하던 중에 서울 지하철 3호선 수서역 5번 출구 근처에서 길을 건너다 현대 테라칸 승용차에 치여 숨졌다.

## 경력
- 서울민사지방법원 판사
- 부산지방법원 부장판사
- 사법연수원 교수
- 수원지방법원 성남지원 법원장
- 2002년 2월 광주고등법원 부장판사
- 2005년 2월 법원행정처 송무심의관
- 2005년 2월 대법원 선임재판연구관
- 2005년 10월 서울고등법원 특별1부 부장판사
- 2009년 9월 제44대 전주지방법원 법원장
- 2009년 9월 전라북도 선거관리위원회 위원장
- 서울북부지방법원 법원장
- 2012년 2월 서울고등법원 부장판사
- 2013년 2월 ~ 2014년 2월 특허법원 법원장
- 2013년 3월 ~ 2014년 2월 대전고등법원 법원장
- 2014년 2월 ~ 2015년 1월 사법연수원 원장

## 주요 판결
- 부산지방법원 형사4부 재판장으로 재직하던 1997년 12월 20일에 대한민국 제15대 대통령 선거에서 김대중 후보를 비방하는 글을 타인의 아이디를 도용하여 PC통신에 149차례 게재한 피고인에 대해 징역10월 집행유예2년을 선고했다.[4]  1998년 12월 16일에 "안기부와 경찰의 수사과정에서 강압과 회유를 당해 거짓 자백을 했다고 주장하나 수사기록과 검찰에서의 자백, 공판 과정에서의 심리 등을 종합할 때 유죄가 인정된다"며 동아대 자주대오 관련 피고인 5명에게 적용된 간첩 혐의를 인정해 4명에게 각각 징역3년6월 자격정지3년6월을 선고하면서 이적단체 가입만 인정된 총학생회장에 대해서는 징역2년 자격정지2년을 선고했다.[5]
- 서울고등법원 형사11부 재판장으로 재직하던 2012년 6월 8일에 국가보안법위반으로 기소된 이규재 범민련 의장에게 징역3년6월 자격정지4년을 선고했다.[6] 2012년 12월 26일에 자신이 운영하던 사진관에 증명사진을 찍으러 온 여학생들을 뒤에서 카메라 촬영 타이머를 맞추고 몰래 바지를 벗고 성기를 노출한 사진 등을 찍은 혐의로 기소됐으나 1심에서 "찍은 사진과 피해자가 구체적으로 특정되지 않았다"며 공소기각 판결하자 검사가 항소한 사건에서 "여학생 부근에서 몰래 본인의 신체 일부를 노출하는 사진을 찍었을 뿐 아동·청소년이 성적인 행위를 하는 내용을 표현한 것은 아니고 제작한 사진 등이 아동·청소년 음란물에 해당한다고 보기 어렵다"고 하면서 원심을 파기하고 무죄판결했다.[7]2013년 2월 17일에 청소년에게 술을 팔아 청소년보호법 위반으로 기소된 진모씨의 항소심에서 "진한 화장을 하는 등 외견상 청소년으로 의심할 수 없었을 것"이라며 검찰의 항소를 기각하고 원심대로 무죄 판결했다.[8]